# الوگو دا لارانجیراس
الوگو دا لارانجیراس (به پرتغالی: Divino das Laranjeiras) یک منطقهٔ مسکونی در برزیل است که در میناز ژرایس واقع شده‌است. الوگو دا لارانجیراس ۴٬۹۷۴ نفر جمعیت دارد.